# Quindim (personagem)

Quindim é o rinoceronte no canto esquerdo.

Quindim é um personagem do Sítio do Picapau Amarelo. Um rinoceronte que acaba sendo adotado pelos habitantes do sítio, após fugir de um circo onde sofria extremos maus tratos. Fez sua primeira aparição no livro "Caçadas de Pedrinho", aonde põe todo o Brasil em pânico com a sua fuga. Diversas suspeitas infundadas de seu paradeiro preocupavam cada vez mais a população, a ponto de ter sido necessária a criação do "Departamento Nacional de Caça ao Rinoceronte".
Foi descoberto nas matas próximas ao sítio pelos besouros da Emília - que logo tratou de apossar-se dele, trocando-o, depois, com Pedrinho, pelo carrinho de cabrito dele. Quindim, porém, passou a ser dono de si próprio, conquistando sua liberdade e amizade de todos. Afugentou os detetives que vieram em seu encontro, e também se viu livre de Fritz Muller, dono do circo que veio buscá-lo (Emília o fez desaparecer para sempre com o Pó de Pirlimpimpim). Quindim sempre teve uma ligação forte com Emília, por isso e outras coisas.

## Características
É o personagem que mais recebeu títulos no sítio. Ficou sendo o guarda da casa e vigia noturno. Já livrou o pessoal de muitos perigos, como quando, por exemplo, chifrou o Lobo Mau que estava a ponto de invadir a casa, em "O Museu da Emília". Também ficou sendo o protetor da cerca que separava o sítio das "terras novas", preparadas para receber todos os personagens dos Contos de Fadas em "O Picapau Amarelo".
Exceto em "Caçadas de Pedrinho", fez mais três participações realmente importantes nos livros. Em "Emília no País da Gramática", mostra-se um verdadeiro sábio da língua portuguesa, guiando os meninos pela terra das letras. Em "O Poço do Visconde", aproveita-se de ser natural do Uganda, onde o inglês é a língua principal, para espionar o americano Mister Kalamazoo, contratado dos Estados Unidos para abrir o primeiro poço de petróleo no Brasil, justo nas terras de Dona Benta (o livro é anterior á descoberta do petróleo no país). Também serve como "blow out preventer de carne", sentando em cima da abertura do poço e segurando o jorro do óleo, enquanto o verdadeiro blow out não chegava.
Já em "Geografia de Dona Benta", atua como a "tripulação" do brigue que sai em uma expedição ao redor do mundo. é o faz-tudo a bordo, preenchendo o papel que seria dos marinheiros. Até chega a salvar a turma do ataque de um ciclone. Causa extremo espanto ao desembarcar em Nova Iorque, aonde precisa andar com uma focinheira e uma bola na ponta do cifre, por precaução.
Ainda atua com menor importância em outros livros da série, como em "A Reforma da Natureza",aonde é totalmente transformado por Emília e Rãzinha, tendo as quatro patas diferentes, cada uma de um animal, uma flecha de cupido na ponta do chifre, etc.
Tia Nastácia é a última a se enturmar com ele, temerosa de sua forma corpulenta e ameaçadora, mas acabam se tornando grandes camaradas. Sempre leva as crianças em passeios sobre seu dorso, ou em um carrinho atrelado a si. Emília sempre vai apoiada na ponta de seu focinho. Por vezes, até mesmo Dona Benta e Tia Nastácia passeiam montadas nele. Acha extrema graça nas tiradas da boneca, soltando um clássico riso, que acabou se tornando seu bordão: "quó, quó, quó...".
Não tem uma espécie certa. Embora seja natural do Uganda, na África, sua descrição se assemelha mais com o Rinoceronte-Indiano (Rhinocerus unicornis) da Ásia.

## Na televisão
Em 1977 era uma fantasia alaranjada de quadrúpede, movida por duas pessoas - uma nas patas dianteiras e outra nas traseiras; de 2001 a 2005 era um boneco antropomórfico, vestido numa roupa com símbolos matemáticos desenhados, e um chapéu com um "pi". Nas temporadas de 2006 e 2007 ele não aparece. Na série de 2001, o personagem era interpretado pelo manipulador de bonecos, Sidney Beckencamp e dublado pelo ator e dublador Mauro Ramos. No desenho animado de 2012 ele é introduzido na terceira e última temporada retornando a ser um rinoceronte quadrúpede e sem roupas (embora ainda mantenha um chapéu idêntico ao da série de 2001) sendo agora azul. No desenho ele é dublado por César Marchetti.